# Баранівська міська рада
Бара́нівська міська́ ра́да — орган місцевого самоврядування Баранівської міської територіальної громади Житомирської області. Розміщення —  місто Баранівка.

## Склад ради
Перші вибори депутатів ради громади та міського голови відбулись 18 грудня 2016 року. Депутатами ради було обрано кандидатів від семи політичних партій: БПП «Солідарність» та УКРОП — по 8, Всеукраїнське об'єднання «Батьківщина», «Опозиційний блок», Об'єднання «Самопоміч», Народна партія та Радикальна партія Олега Ляшка — по 2 депутати. Головою громади обрали самовисуванця Анатолія Душка — члена УКРОПу, чинного Баранівського міського голову.

## Історія
До 30 грудня 2016 року — адміністративно-територіальна одиниця в Баранівському районі Житомирської області з територією 81,54 км² та населенням — 11 978 осіб (станом на 1 листопада 2012 року). Міській раді підпорядковувалось м. Баранівка.

### Населення
Кількість населення ради, станом на 1931 рік, складала 1837 осіб.

### Керівний склад попередніх скликань
| Прізвище, ім'я, по батькові  | Основні відомості                                          | Дата обрання | Дата звільнення |
| ---------------------------- | ---------------------------------------------------------- | ------------ | --------------- |
| Михалюк Анатолій Федорович   | Міський голова, 1947 року народження, освіта, безпартійний | 26.03.2006   | 31.10.2010      |
| Душко Анатолій Олександрович | Міський голова, 1963 року народження, освіта, безпартійний | 31.10.2010   |                 |

Примітка: таблиця складена за даними сайту Верховної Ради України

### Склад ради VI скликання
За результатами місцевих виборів 2010 року депутатами ради стали:

#### За суб'єктами висування
| Суб'єкт висування                                       | Кількість обраних депутатів | %    |
| ------------------------------------------------------- | --------------------------- | ---- |
| Партія регіонів                                         | 10                          | 33,3 |
| Політична партія Всеукраїнське об'єднання «Батьківщина» | 8                           | 26,7 |
| Політична партія «Наша Україна»                         | 5                           | 16,7 |
| Політична партія «Фронт Змін»                           | 4                           | 13,3 |
| Народна партія                                          | 3                           | 10   |

#### За округами
| № округу                                                | Прізвище, ім'я, по батькові        | Дата визнання обраним | Освіта             | Партійна приналежність                        | Відомості про обраного депутата                                                            |
| ------------------------------------------------------- | ---------------------------------- | --------------------- | ------------------ | --------------------------------------------- | ------------------------------------------------------------------------------------------ |
| Народна Партія                                          |                                    |                       |                    |                                               |                                                                                            |
| б/м                                                     | Юрчук Микола Федорович             | 05.11.2010            | вища               | член Народної партії                          | Баранівський ДЛМГ, голова профкому                                                         |
| б/м                                                     | Майструк Василь Антонович          | 05.11.2010            | вища               | член Народної партії                          | Баранівська лікарня ветеринарної медицини, лікар                                           |
| 14                                                      | Присяжнюк Василь Пилипович         | 05.11.2010            | вища               | член Народної партії                          | ДЛМГ, лісничий                                                                             |
| Партія регіонів                                         |                                    |                       |                    |                                               |                                                                                            |
| б/м                                                     | Шикула Зінаїда Петрівна            | 05.11.2010            | вища               | член Партії регіонів                          | Баранівська районна державна адміністрація, спеціаліст                                     |
| б/м                                                     | Мальований Валерій Олегович        | 05.11.2010            | вища               | позапартійний                                 | приватний підприємець                                                                      |
| б/м                                                     | Дем'яненко Іван Вікторович         | 05.11.2010            | середня            | позапартійний                                 | приватний підприємець                                                                      |
| б/м                                                     | Христюк Юрій Іванович              | 05.11.2010            | вища               | позапартійний                                 | Баранівськийрайавтодор філія, інженер з охорони праці                                      |
| б/м                                                     | Омельчук Віктор Анатолійович       | 05.11.2010            | вища               | член Партії регіонів                          | приватний підприємець                                                                      |
| 3                                                       | Літвінчик Віктор Григорович        | 05.11.2010            | вища               | член Партії регіонів                          | приватний підприємець                                                                      |
| 5                                                       | Коржовський Анатолій Мечиславович  | 05.11.2010            | вища               | позапартійний                                 | приватний підприємець                                                                      |
| 10                                                      | Кругліцький Ігор Пилипович         | 05.11.2010            | вища               | позапартійний                                 | Баранівська філія «Укртелеком», директор                                                   |
| 13                                                      | Ніколайчук Василь Валентинович     | 05.11.2010            | вища               | член Партії регіонів                          | приватний підприємець                                                                      |
| 15                                                      | Ільчук Олексій Назарович           | 05.11.2010            | вища               | позапартійний                                 | ДЛМГ, лісничий                                                                             |
| Політична партія Всеукраїнське об'єднання «Батьківщина» |                                    |                       |                    |                                               |                                                                                            |
| б/м                                                     | Савич Юрій Улянович                | 05.11.2010            | вища               | член Всеукраїнського об'єднання «Батьківщина» | Управління соціального захисту населення райдержадміністрації, перший заступник начальника |
| б/м                                                     | Ліра Володимир Броніславович       | 05.11.2010            | вища               | член Всеукраїнського об'єднання «Батьківщина» | тимчасово не працює                                                                        |
| б/м                                                     | Туз Олег Олександрович             | 05.11.2010            | вища               | член Всеукраїнського об'єднання «Батьківщина» | Рогачівська загальноосвітня школа, вчитель                                                 |
| 1                                                       | Спано Алла Анатоліївна             | 05.11.2010            | вища               | член Всеукраїнського об'єднання «Батьківщина» | Баранівська школа мистецтв, приватний підприємець, викладач                                |
| 4                                                       | Комарівський Олександр Миколайович | 05.11.2010            | вища               | член Всеукраїнського об'єднання «Батьківщина» | тимчасово не працює                                                                        |
| 7                                                       | Заремба Володимир Григорович       | 05.11.2010            | вища               | член Всеукраїнського об'єднання «Батьківщина» | КП «Міськводоканал», начальник відділу водопостачання                                      |
| 9                                                       | Туровська Світлана Миколаївна      | 05.11.2010            | вища               | позапартійна                                  | Міський будинок дитячої творчості, директор                                                |
| 12                                                      | Будько Віктор Михайлович           | 05.11.2010            | вища               | позапартійний                                 | Рогачівська загальноосвітня школа, вчитель                                                 |
| Політична партія «Наша Україна»                         |                                    |                       |                    |                                               |                                                                                            |
| б/м                                                     | Муравський Дмитро Анатолійович     | 05.11.2010            | вища               | член Політичної партії «Наша Україна»         | Баранівська райлікарня, лікар                                                              |
| б/м                                                     | Оханський Юрій Миколайович         | 05.11.2010            | вища               | член Політичної партії «Наша Україна»         | Баранівська міська рада, юрист                                                             |
| 2                                                       | Драган Олександр Миколайович       | 05.11.2010            | середня            | позапартійний                                 | Баранівська міська рада, директор стадіону                                                 |
| 6                                                       | Кравчук Тетяна Василівна           | 05.11.2010            | вища               | член Політичної партії «Наша Україна»         | Баранівська міська рада, секретар                                                          |
| 8                                                       | Лавренчук Сергій Павлович          | 05.11.2010            | вища               | позапартійний                                 | приватний підприємець                                                                      |
| Політична партія «Фронт Змін»                           |                                    |                       |                    |                                               |                                                                                            |
| б/м                                                     | Мігей Олександр Юрійович           | 05.11.2010            | вища               | член Політичної партії «Фронт Змін»           | приватний підприємець                                                                      |
| б/м                                                     | Лисюк Руслан Михайлович            | 05.11.2010            | середня            | член Політичної партії «Фронт Змін»           | ТОВ "Мисливсько-рибальський клуб «Полісся», директор                                       |
| б/м                                                     | Дем'янюк Олена Вікторівна          | 05.11.2010            | середня            | член Політичної партії «Фронт Змін»           | Баранівська райлікарня, медсестра                                                          |
| 11                                                      | Оханська Катерина Григорівна       | 05.11.2010            | середня спеціальна | член Політичної партії «Фронт Змін»           | Баранівська міська рада, спеціаліст                                                        |